# Polyrhachis rixosa
Polyrhachis rixosa är en myrart som beskrevs av Smith 1858. Polyrhachis rixosa ingår i släktet Polyrhachis och familjen myror. Inga underarter finns listade i Catalogue of Life.